# Billy Zane

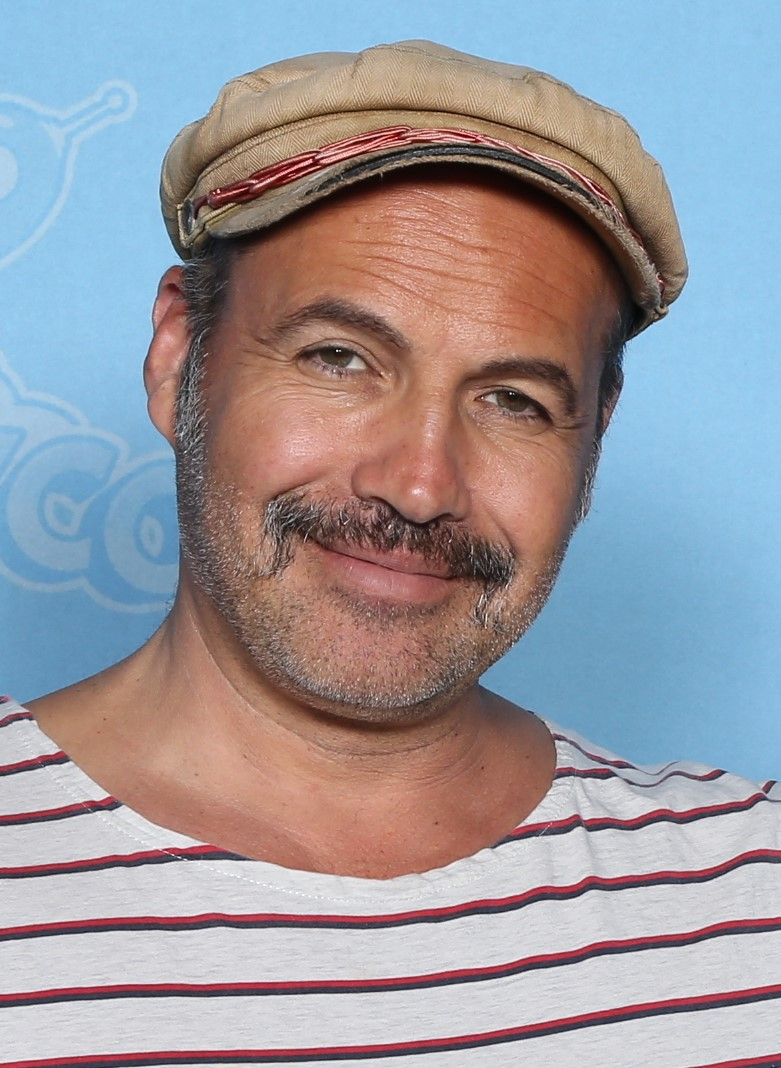
Billy Zane (2019)

Billy Zane (* 24. Februar 1966 in Chicago, Illinois als William George Zane, Jr.) ist ein US-amerikanischer Schauspieler. Bekannt wurde er vor allem durch die Rolle des Cal Hockley im Film Titanic.

## Werdegang
Seine erste prominente Rolle auf der Leinwand war die des Match, eines Freundes von Biff Tannen, in den ersten beiden Teilen der Zurück-in-die-Zukunft-Trilogie. Mit dem ersten Film gab er 1985 auch sein Schauspieldebüt. Erste besondere Aufmerksamkeit erlangte er durch seine Rolle des irren Hughie Warriner in dem australischen Spielfilm Todesstille (1989). Bekannt wurde er aber vor allem durch den Blockbuster Titanic (1997), in dem er den arroganten Cal Hockley verkörperte. Im Tal der Wölfe – Irak gab er 2006 als amerikanischer Kriegsverbrecher den Gegenspieler des Helden. Im Fernsehen war er in wiederkehrenden Rollen in den Serien Twin Peaks, Boston Public und Charmed – Zauberhafte Hexen zu sehen. Sein Schaffen umfasst mehr als 170 Film- und Fernsehproduktionen, darunter viele B-Filme und Direct-to-Video-Produktionen. 2004 inszenierte er mit Big Kiss seinen ersten Spielfilm.

## Privatleben
Er ist der jüngere Bruder der Schauspielerin Lisa Zane.
Zane ist griechischer Abstammung und spricht fließend Griechisch. Der ursprüngliche Name seiner Familie lautet Zanetakos.
Zane war von 1989 bis 1995 mit der Schauspielerin Lisa Collins verheiratet. Danach war er eine Zeit lang mit der chilenischen Schauspielerin Leonor Varela verlobt, welche er 1999 bei den Dreharbeiten zu dem Fernsehfilm Cleopatra kennengelernt hatte. Mit dem britischen Fotomodell Kelly Brook, mit der er 2005 zusammen den Film Gestrandet im Paradies drehte, war er ebenfalls vorübergehend verlobt. Brook und Zane trennten sich 2008.
Zane und das kroatische Model Jasmina Hdagha waren 2010 ein Paar, trennten sich aber noch Mitte 2010. Billy Zane wurde am 20. Februar 2011 Vater seiner Tochter Ava Katherine – die Mutter ist nicht Jasmina Hdagha, wie oft fälschlicherweise in den Medien behauptet wird, sondern das Model Candice Neil, mit dem Zane liiert ist.

## Filmografie (Auswahl)

### Filme
- 1985: Zurück in die Zukunft (Back to the Future)
- 1986: Critters – Sie sind da! (Critters)
- 1989: Adam Sandler’s Love Boat (Going Overboard)
- 1989: Todesstille (Dead Calm)
- 1989: Zurück in die Zukunft II (Back to the Future Part II)
- 1990: Megaville
- 1990: Memphis Belle
- 1991: Millions – Der Clan der Milliardäre (Miliardi)
- 1991: Femme Fatale
- 1991: Blood, Drugs & Libido – Überleben in L.A. (Blood and Concrete)
- 1992: Orlando
- 1993: Der Schrei der Taube (Betrayal of the Dove)
- 1993: Sniper – Der Scharfschütze (Sniper)
- 1993: Posse – Die Rache des Jessie Lee (Posse)
- 1993: Poetic Justice
- 1993: Tombstone
- 1994: Reflections on a Crime
- 1994: Flashfire – Ohne Ausweg (Flashfire)
- 1994: Das Schweigen der Hammel (Il Silenzio dei prosciutti)
- 1994: Nur für Dich (Only You)
- 1995: The Set Up – Die Falle (The Set Up)
- 1995: Ritter der Dämonen (Tales from the Crypt: Demon Knight)
- 1996: Das Phantom (The Phantom)
- 1996: Kopf über Wasser (Head Above Water)
- 1997: Danger Zone – Zone des Todes (Danger Zone)
- 1997: Ohne Gewissen (This World, Then the Fireworks)
- 1997: Titanic
- 1998: I Woke Up Early the Day I Died
- 1998: Susan’s Plan
- 2001: Inside a Skinhead (The Believer)
- 2001: Morgan’s Ferry
- 2001: Invincible – Die Liga der Unbesiegbaren (Invincible)
- 2001: Zoolander
- 2002: Landspeed
- 2002: Claim – Der Betrug (Claim)
- 2003: Warnings – Die Zeichen sind da (Silent Warnings)
- 2003: Vlad
- 2004: Big Kiss
- 2004: Silver City
- 2005: The Pleasure Drivers
- 2005: BloodRayne
- 2005: Gestrandet im Paradies (Three)
- 2005: Dead Fish
- 2006: The Last Mission – Das Himmelfahrtskommando (The Last Drop)
- 2006: Tal der Wölfe – Irak (Kurtlar vadisi – Irak)
- 2006: Memory – Wenn Gedanken töten (Memory)
- 2007: The Mad
- 2007: Alien Agent
- 2007: Fishtales
- 2008: Perfect Hideout
- 2008: Slave Story – The Revenge (The Man Who Came Back)
- 2009: Love N’ Dancing
- 2009: Surviving Evil
- 2009: Darfur
- 2009: The Hessen Affair
- 2010: Der Magier (Magic Man)
- 2011: The Roommate
- 2012: Border Run – Tödliche Grenze (The Mule)
- 2013: Scorned
- 2013: Blood of Redemption
- 2016: Zoolander 2
- 2017: Sniper: Homeland Security (Sniper: Ultimate Kill)
- 2018: Holmes & Watson
- 2018: Samson – Der Auserwählte, Der Verratene, Der Triumphator (Samson)
- 2020: Ghosts of War
- 2020: Guest House
- 2021: The Believer
- 2022: Hellblazers

### Fernsehfilme & Direct-to-Video
- 1986: Young Streetfighters (The Brotherhood of Justice)
- 1987: Conspiracy: The Trial of the Chicago 8 (Fernsehfilm)
- 1988: Das heiße Revier / Police Story: Ein Haus voll Polizisten (Police Story: Monster Manor)
- 1989: Die Würger von Hillside (The Case of the Hillside Stranglers)
- 1993: Todsünde (Lake Consequence)
- 1994: Cyborg Agent (Running Delilah)
- 1999: Cleopatra
- 2004: Bet Your Life
- 2000: Survivor – Die Überlebende (Sole Survivor)
- 2001: Der Fluch des Diamanten (The Diamond of Jeru)
- 2010: Journey to Promethea – Das letzte Königreich (Journey to Promethea)
- 2012: Barabbas
- 2015: Trouble Sleeping
- 2016: Beyond the Game
- 2016: Sniper: Ghost Shooter
- 2016: Dead Rising: Endgame
- 2017: Sniper: Homeland Security (Sniper: Ultimate Kill)

### Fernsehserien
- 1986: Detective Kennedy – Nachtschicht in L.A. (Heart of the City, Folge 1x05)
- 1987: Matlock (Folge 1x17)
- 1988: Crime Story (Folge 2x13)
- 1988: Mord ist ihr Hobby (Murder, She Wrote, Folge 4x17)
- 1991: Twin Peaks (5 Folgen)
- 1993: Geschichten aus der Gruft (Tales from the Crypt, Folge 5x08)
- 2001: Boston Public (4 Folgen)
- 2005: Charmed – Zauberhafte Hexen (Charmed, 3 Folgen)
- 2009: Samantha Who? (5 Folgen)
- 2010: The Deep End (6 Folgen)
- 2014: Psych (Folge 8x10)
- 2015–2016: Mad Dogs (2 Folgen)
- 2017: Legends of Tomorrow (1 Folge)
- 2018: Deception – Magie des Verbrechens (Deception, 2 Folgen)
- 2019: Curfew (8 Folgen)
- 2021: True Story (1 Folge)

## Deutsche Synchronstimme
Charles Rettinghaus ist die deutsche Stimme von Billy Zane.